# Iglesia de San Martín (Plasencia)
La iglesia de San Martín es un templo católico ubicado en la ciudad española de Plasencia, en la provincia de Cáceres.
Se ubica en la plaza de San Martín, una pequeña plazuela del recinto intramuros situada inmediatamente al oeste de la Plaza Mayor. Se accede a esta iglesia desde la Plaza Mayor por un pequeño callejón situado entre la calle Los Quesos y la calle Rúa Zapatería.

## Historia
El edificio, estructurado en tres naves, data de principios del siglo XIII, conservando en una de las jambas de la portada septentrional una inscripción fechada en 1228. Debido a ello, se considera la iglesia en pie más antigua de la ciudad, siendo solamente superada en antigüedad por la actualmente ruinosa iglesia de la Magdalena. Sin embargo, más allá de esta jamba y del muro meridional, el edificio actual data de reformas posteriores: las actuales naves datan de los siglos XIV y XV, mientras que la capilla mayor fue construida entre 1519 y 1523.
Su principal bien mueble es un retablo dorado y policromado con pinturas de Luis de Morales, apodado «el Divino», fechadas entre 1565 y 1570. Alberga también un retablo dedicado a San Blas, de estilo barroco y fechado en 1629. En el siglo XVII, también estuvo en esta iglesia la imagen del Santo Cristo de la Victoria de Serradilla, que por orden del obispo Plácido Pacheco fue retenida aquí durante un tiempo en su viaje desde el Real Alcázar de Madrid hasta su santuario en Serradilla.

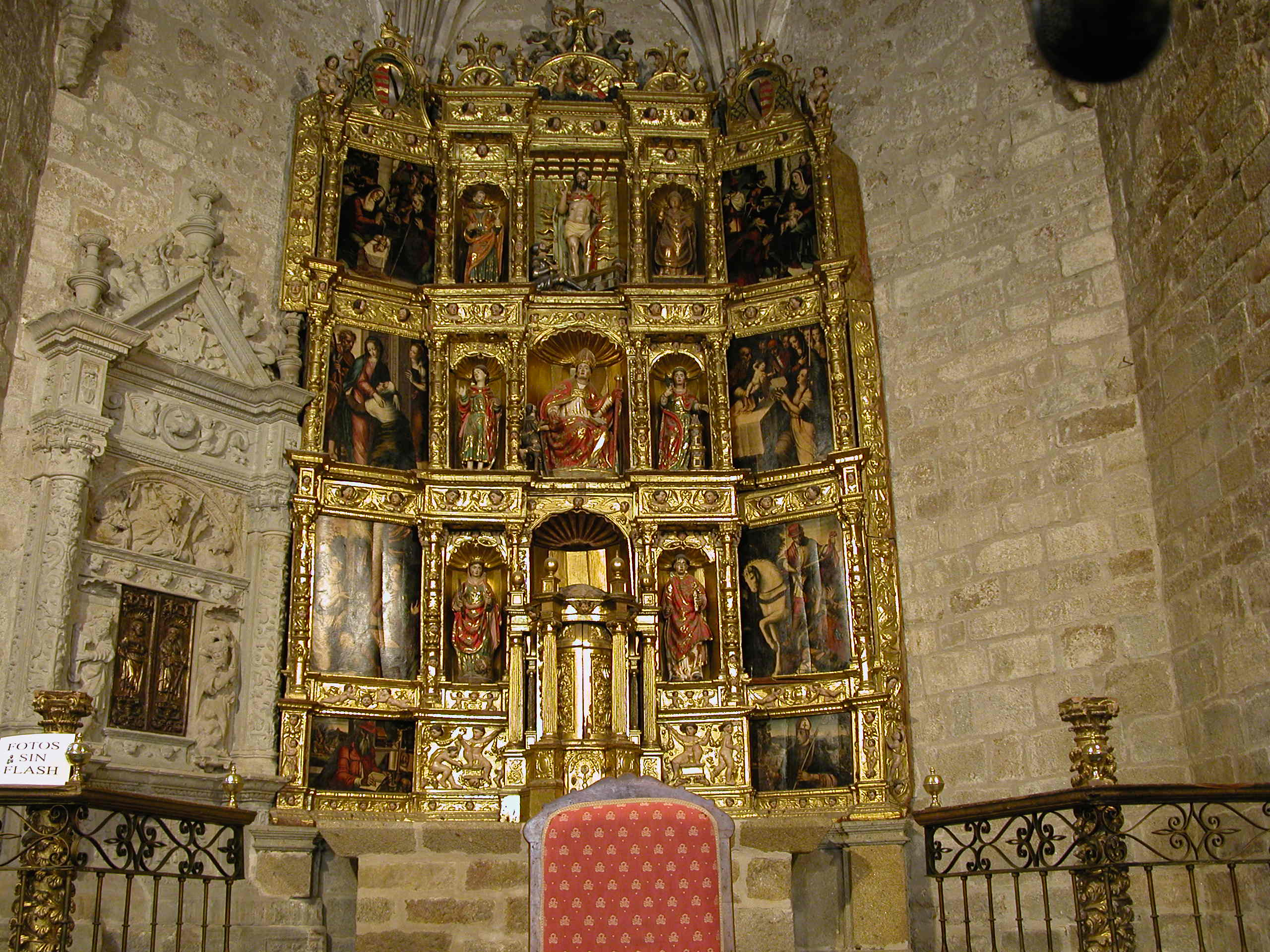
El retablo de la iglesia en 2007

El templo contaba antiguamente con estatus de parroquia, mencionándose en el diccionario de Madoz de mediados del siglo XIX como una de las siete parroquias de la ciudad. Sin embargo, el gran crecimiento urbano que tuvo la ciudad en el siglo XX llevó a la diócesis a reorganizar el mapa parroquial, y dentro de esa reforma se suprimió esta parroquia para agregarla a la de la vecina iglesia de San Esteban, ubicada al otro lado de la Plaza Mayor a tan solo cien metros de la de San Martín. A principios del siglo XXI, esta iglesia albergaba una misa semanal, aunque era más conocida como sala de exposiciones, siendo sede del «Salón de Otoño» organizado por la Caja de Extremadura.

## Estado actual
El 2 de agosto de 2020, esta iglesia fue afectada por un grave incendio que provocó importantes daños en el retablo y en parte de la cubierta de madera. Debido a ello, en 2021 comenzará una obra de restauración que costará cuatrocientos mil euros y que se prevé que durará unos dos años.